# Лоцкине (село)
Ло́цкине — село в Україні, у Вільнозапорізькій сільській громаді Баштанського району Миколаївської області. Населення становить 104 особи. До 2018 року орган місцевого самоврядування — Новохристофорівська сільська рада.